# أمامة بنت حمزة بن عبد المطلب
أمامة بنت حمزة بن عبد المطلب، صحابية، وابنة عم رسول الله ، وبنت حمزة بن عبد المطلب، وأمها سلمى بنت عميس، وهي التي اختصم فيها علي وجعفر وزيد.

## نسبها
- أبوها: حمزة بن عبد المطلب بن هاشم بن عبد مناف بن قصي.[1]
- أمها سَلْمَى بنت عُمَيْس الخَثعمية.[1]

## سيرتها
اختلف في اسمها، فسماها اْبْنُ الكَلْبِيِّ أُمامة، وسماها الواقدي عمارة، وحكى ابْنُ السَّكَنِ أنه قيل: إن اسمها فاطمة، ويُقال إن اسمها أمة الله، قال ابن حجر العسقلاني: «أَمَة الله بنت حمزة بن عبد المطلب، تكنى أم الفَضْل. قيل: هي أمامة الماضية - يعني: أمامة بنت حمزة بن عبدالمطلب -. وقيل أختها؛ فإن كانت غيرها فلعلها ماتت صغيرة، فإني لم أَجد لها ذِكْرًا في كتاب النسب، فذكرتها في هذا القسم.».
وقال ابن حجر العسقلاني أيضًا: «أم ورقة بنت حمزة بن عبد المطَّلب. ذكرها أَبُو مُوسَى، عن المُسْتَغْفِرِيِّ: ونقل عن ابْن حِبَّانَ أنه اختلف في اسمها، فقيل أمامة، وقيل غير ذلك. ولم يذكر من كناها أم ورقة.». وقال البلاذري: «وبعضهم زعم أن اسمها أمة الله وبعضهم يقول أم أبيها وقال بعضهم عمارة والثبت أمامة...».
ذكر ابن سعد من أبناء حمزة: أمامة، ذكر التِّلمساني أن لحمزة بنتين وهما أم أبيها واسمها أمامة وأم الفضل، وذكر ابن قدامة المقدسي أن لحمزة ثلاث بنات وهم أمامة وفاطمة وأم الفضل، وجاء في موقع إسلام ويب أنه كان لحمزة أبناء وبنات عاشوا بعده، وسمي لنا منهم عمارة ويعلى وأمة الله وأمامة.
وجاء مصادر أخرى أن لحمزة بنتين وهما أمامة وفاطمة وأن لهما صحبة. وقال عبد الواحد المظفر بعد أن استعرض أقوال المؤرخين في أبناء حمزة: «وعلى هذه الأقوال كلها ينتج أن لحمزة ولدان هما عمارة ويعلى وبنتان: أمامة وهي المكناة بأم أبيها، وفاطمة، وترجم لها في الإصابة وقال: تكنى أم الفضل، وذكر حديث الفواطم وقال: الرابعة زوجة عقيل.».

وقال أَبُو جَعْفَرِ بْنُ حَبِيب في كتابه «المُحَبَّرِ»: لما قدم رسول الله  من عمرة القضية أخذ معه أُمامة بنت حمزة بن عبد المطلب، فلما قدمت أمامة المذكورة طفقت تسأل عن قبر أبيها، فبلغ ذلك حسان بن ثابت فقال:
في أبيات.
روى سعيد بن المُسَيَّب قال: قال عليّ لرسول الله: ألا تزوج ابنة عمّك حمزة فإنّها، قال سفيان أجمل، وقال إسماعيل أحسن فتاة في قريش؟ فقال: «يا عليّ أما علمت أنّ حمزة أخي من الرضاعة وأنّ الله حرّم من الرضاعة ما حرّم من النسب؟». تزوجت أمامة من سلمة بن أبي سلمة، وروى ابن إسحاق عن عبد الله بن شداد قال: كان الذي زوَّج أم سلمة من النَّبي  سلمة بن أبي سلمة ابنها فزوّجه النبيّ  أُمامة بنت حمزة ـــ وهما صبيّان صغِيران ـــ فلم يجتمعا حتى ماتا؛ فقال النبيّ : «هل جزيت سلمة!». وقال ابن الكلبيّ: يقال مات سلمة قبل أن يجتمع بأُمامة.
وأخرج ابْنُ مَنْدَه، من طريق عبد الله بن المبارك، عن جرير بن حازم، عن محمد بن عبد الله بن أبي يعقوب وأبي فزارة جميعًا، عن عبد الله بن شداد؛ قال: كانت بنت حمزة أختي من أمي، وكانت أمنا سلمى بنت عُميس.
وروى الواقدي عن ابن عبّاس قال: إنّ عمارة بنت حمزة بن عبد المطّلب وأمّها سَلْمَى بنت عُمَيْس كانت بمكّة، فلمّا قدم رسول الله كلّم عليّ النبي فقال: علام تترك ابنة عمّنا يتيمة بين ظهري المشركين.؟ فلم ينهه النبيّ  عن إخراجها فخرج بها، فتكلّم زيد بن حارثة، وكان وصيّ حمزة وكان النبيّ  آخى بينهما حين آخى بين المهاجرين، فقال: «أنا أحقّ بها ابنة أخي»، فلمّا سمع بذلك جعفر بن أبي طالب قال: «الخالة والدة وأنا أحقّ بها لمكان خالتها عندي أسماء بنت عميس»، فقال عليّ: «ألا أراكم تختصمون في ابنة عمّي وأنا أخرجتها من بين أظهر المشركين وليس لكم إليها نسب دوني وأنا أحقّ بها منكم»، فقال رسول الله : «أنا أحكم بينكم، أمّا أنت يا زيد فمولى الله ومولى رسوله، وأمّا أنت يا عليّ فأخي وصاحبي، وأمّا أنت يا جعفر فشبيه خَلقي وخُلقي، وأنت يا جعفر أولى بها تحتك خالتها ولا تنكح المرأة على خالتها ولا على عمّتها»، فقضى بها لجعفر، وقال محمد بن عمر: فقام جعفر فحجل حول رسول الله، فقال النبيّ : «ما هذا يا جعفر؟» فقال: «يا رسول الله كان النجاشيّ إذا أرضى أحدًا قام فحجل حوله»، فقيل للنبيّ: «تزوّجها»، فقال: «ابنة أخي من الرضاعة»، فزوّجها رسول الله سلمة بن أبي سلمة، فكان النبيّ  يقول: «هل جزيت سلمة؟»، لأن سلمة هو الذي زوج أمه أم سلمة من رسول الله .
وقال الخطيب أبو بكر: «انفرد الواقدي بتسمية عمارة في هذا الحديث، وسماها غيره أمامة، وذكر غير واحد من العلماء أن حمزة كان له ابن اسمه عمارة، وهو الصواب». وروى الحاكم النيسابوري بأن أمامة بنت حمزة عاشت بعد رسول الله وروت عنه، وقال الزُّبَيْرُ: «لم يعقب حمزة إلّا مِنْ يعلى».